# Norbert Holm
Norbert Holm (16 de diciembre de 1895 - 3 de junio de 1962) fue un general en la Wehrmacht de la Alemania Nazi durante la II Guerra Mundial. Fue condecorado con la Cruz de Caballero de la Cruz de Hierro. Tras el complot del 20 de julio, el 16 de septiembre de 1944, Norbert Holm fue arrestado y después degradado debido a la asociación de su Jefe de Operaciones con el Mariscal de Campo Erwin Rommel. Luchó como soldado raso en la 19.ª División Panzer, y por "repetida valentía ante el enemigo" fue promovido a Unteroffizier en enero de 1945 y a Feldwebel dos meses antes del fin de la guerra. Fue rehabilitado en 1956.

## Condecoraciones
- Cruz de Caballero de la Cruz de Hierro el 20 de diciembre de 1941 como Oberst y comandante del Infanterie-Regiment 156 (mot.)[1]